# Jacques de La Brosse
Jacques de La Brosse, dit « rude-lance », né vers 1490 dans le Bourbonnais, ou peut-être vers Nontron, et décédé le 19 décembre 1562 à Dreux, est un militaire français, vice-roi d'Écosse sous Marie Stuart, et l'un des principaux conseillers du duc de Guise pendant la première guerre de religion (1562-1563).

## Biographie
Très jeune, il embrasse la carrière des armes, et se hisse au rang de capitaine. Il sert sur tous les fronts, en Italie, en Lorraine, en Flandre. Lieutenant dans la compagnie du duc de Lorraine, il devient l'homme de confiance des Guise, auxquels il doit son ascension. En 1543, ces derniers l'envoient en mission en Écosse au secours de Marie de Guise et pour défendre leurs intérêts menacés depuis la mort l'année précédente de son mari Jacques V, roi d'Écosse. Gentilhomme de la chambre et chevalier de l'ordre du roi, il est nommé par le roi Henri II gouverneur du dauphin qui va régner seulement un an sous le nom de François II.
En 1558, après le siège de Thionville et la victoire des troupes françaises sous le commandement de François de Guise, il est de nouveau envoyé en Écosse, cette fois-ci non seulement en tant que capitaine du roi mais aussi son ambassadeur et vice-roi en cette terre, dans le but de restaurer la régence de Marie Stuart, en péril, attaquée par la rébellion écossaise, et victime de la Réforme. Il s'illustre notamment au siège de Leith en 1560, qui toutefois se concrétise par un échec pour la France de François II.
Avec Françoise de Moussy, il a plusieurs enfants, dont Euchariste, qui le 10 septembre 1566, épouse Jean de Bourbon-Busset, fils de Philippe de Bourbon-Busset et de Louisa Borgia.
Le capitaine de La Brosse est tué à la bataille de Dreux à l’âge de 76 ans, en même temps que son fils aîné Jacques, sans alliance au moment de son décès.